# Dichelacera leucotibialis
Dichelacera leucotibialis är en tvåvingeart som först beskrevs av Barretto 1947.  Dichelacera leucotibialis ingår i släktet Dichelacera och familjen bromsar. Inga underarter finns listade i Catalogue of Life.